# Aloe helenae
Aloe helenae ist eine Pflanzenart der Gattung der Aloen in der Unterfamilie der Affodillgewächse (Asphodeloideae). Das Artepitheton helenae ehrt Helen Decary, die Ehefrau des Franzosen Raymond Decary.

## Beschreibung

### Vegetative Merkmale
Aloe helenae wächst einzeln und stammbildend. Der aufrechte Stamm ist bis zu 4 Meter lang und erreicht Durchmesser von bis zu 20 Zentimeter. Er ist mit den Resten toter Blätter besetzt. Die etwa 40 schwertförmigen, stark zurückgebogene Laubblätter bilden dichte Rosetten. Ihre grüne Blattspreite ist bis zu 140 Zentimeter lang und 12 bis 15 Zentimeter breit. Die stechenden, hellgrünen Zähne am Blattrand sind 2 bis 3 Millimeter lang und stehen 15 Millimeter voneinander entfernt.

### Blütenstände und Blüten
Der einfache Blütenstand ist 40 bis 60 Zentimeter lang. Die sehr dichten, zylindrisch-keulenförmigen Trauben sind 15 Zentimeter lang und 9 Zentimeter breit. Sie bestehen aus 300 bis 400 Blüten. Die lanzettlich-deltoiden, spitzen Brakteen weisen eine Länge von 12 Millimeter auf und sind 6 Millimeter breit. Sie sind rot gespitzt sowie dick und fleischig. Die gelblichen Blüten besitzen eine rötliche Mündung. Sie stehen an 2 bis 3 Millimeter langen Blütenstielen. Die basal zylindrischen, nach oben breit glockenförmigen Blüten sind 24 bis 27 Millimeter lang und an ihrer Basis stumpf. Auf Höhe des Fruchtknotens weisen sie einen Durchmesser von 4 Millimeter auf. Darüber sind sie leicht verengt und dann zu ihrer Mündung hin erweitert. Ihre äußeren Perigonblätter sind auf einer Länge von 12 bis 15 Millimetern nicht miteinander verwachsen. Die Staubblätter und der Griffel sind gelb und ragen 9 bis 10 Millimeter aus der Blüte heraus.

## Systematik, Verbreitung und Gefährdung
Aloe helenae ist im Süden Madagaskars auf Küstensand und Kalkstein verbreitet.
Die Erstbeschreibung durch Paul Auguste Danguy wurde 1929 veröffentlicht.
Aloe helenae wird in Anhang I des Washingtoner Artenschutz-Übereinkommen geführt. In der Roten Liste gefährdeter Arten der IUCN wird die Art als „Critically Endangered (CR)“, d. h. vom Aussterben bedroht eingestuft.

## Nachweise